# اسلم (فیلم)
اسلم (انگلیسی: Slam) یک فیلم مستقل به کارگردانی مارک لوین است که در سال ۱۹۹۸ منتشر شد. از بازیگران آن می‌توان به ساول ویلیامز اشاره کرد. این فیلم برنده دوربین طلایی از جشنواره فیلم کن شده است.